# Michael Payne
Michael Payne (Quincy, 2 marzo 1963) è un ex cestista statunitense, professionista in Italia e in Francia.

## Carriera
Venne selezionato dagli Houston Rockets al terzo giro del Draft NBA 1985 (57ª scelta assoluta).